# Нахічеванська Автономна Республіка
39°20′00″ пн. ш. 45°30′00″ сх. д. / 39.333333333333° пн. ш. 45.5° сх. д.

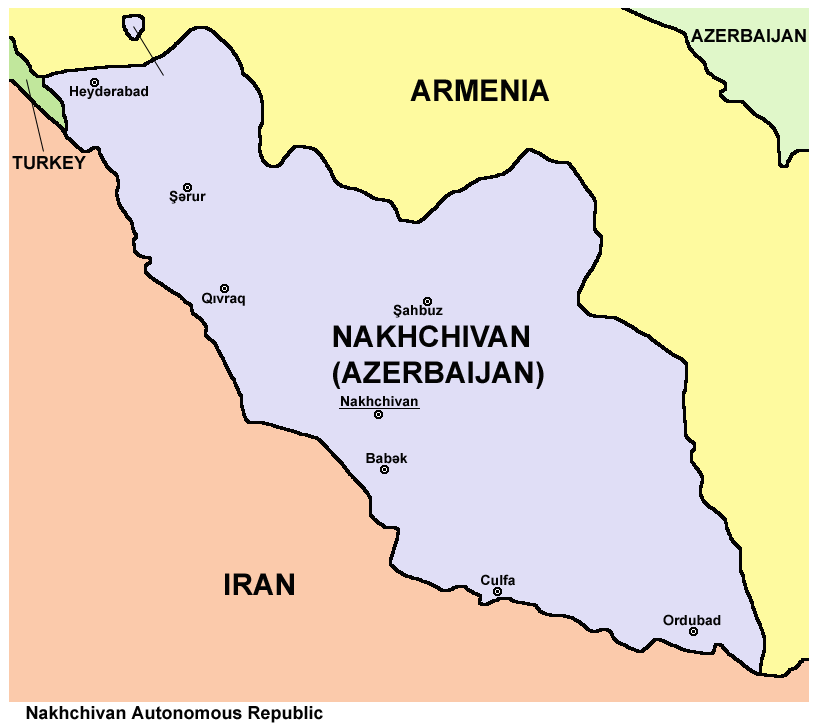

Нахічева́нська Автоно́мна Респу́бліка (або Республіка Нахичевань; азерб. Naxçıvan Muxtar Respublikası) — автономна республіка у складі Азербайджану, повністю відділена від Азербайджану територією Вірменії (ексклав). Столиця автономії — Нахічевань.

## Характеристика
Площа становить 5500 км², населення 272 тис. (станом на 1986). Близько 85 % населення становлять мусульмани, що мають тісні зв'язки з Іраном на півдні.

## Історія
Анексована Росією в 1828.
У 1924 році після встановленні радянської влади в Азербайджані на її території було утворено Нахічеванську АРСР.